# Irakli Labadze
Irakli Labadze, né le 9 juin 1981 à Tbilissi, est un joueur de tennis professionnel géorgien.
Son meilleur résultat en Grand Chelem est un huitième de finale au Tournoi de Wimbledon lors de l'édition 2006, où il est battu par Rafael Nadal, futur finaliste du tournoi.

## Carrière
En 1998, il est finaliste du tournoi junior de Wimbledon contre Roger Federer. L'année suivante, il remporte le double à Roland-Garros avec Lovro Zovko face à Kristian Pless et Olivier Rochus.
En 2001, alors 110e mondial, il bat le no 2 mondial Andre Agassi au premier tour du tournoi de Shanghai (7-66, 7-5).
Il signe sa première victoire dans un tournoi du Grand Chelem en 2002 à Roland-Garros, lorsqu'il vient à bout de Julien Boutter en plus de 4 h 30 (7-64, 5-7, 6-76, 6-3, 9-7). Un mois plus tard, il écarte Younès El Aynaoui, 18e mondial, au premier tour du tournoi de Wimbledon (4-6, 7-64, 6-3, 7-62).
Jamais titré sur le circuit principal, il a tout de même atteint les demi-finales du Masters d'Indian Wells en 2004 où il bat Carlos Moyà (7e) au deuxième tour (2-6, 6-1, 6-3), Agustín Calleri en huitièmes (1-6, 6-3, 6-4) et James Blake en quarts (6-71, 6-4, 6-1) avant de s'incliner face à Tim Henman (6-3, 6-2). La même année, il est également demi-finaliste à Estoril.
Il réalise sa dernière performance notable dans sa carrière lors du tournoi de Wimbledon en 2006 lorsque, issu des qualifications, il atteint huitièmes de finale grâce à une victoire sur Gastón Gaudio (12e) au deuxième tour (6-4, 6-2, 6-3) et un abandon de Mardy Fish. Il réalise une performance semblable en double avec Dušan Vemić où ils s'inclinent de peu face à la paire Paul Hanley/Kevin Ullyett (6-3, 6-75, 6-3, 6-74, 9-7). Il ne gagnera plus un seul match sur le circuit ATP après ce tournoi. Il ne joue qu'une fois en 2007, en Coupe Davis contre le Portugal, puis reprend sa carrière un an après avant d'y mettre un terme fin 2008 en raison de problèmes au dos.
Il a connu plus de réussite dans les tournois du circuit Challenger puisqu'il totalise 9 titres en simple : Fürth en 2000, Birmingham et Bucarest en 2001, Brest et Kiev en 2002, Kiev, Saint-Jean-de-Luz et Dniepropetrovsk en 2003 et Biella en 2004. En double, il compte 5 titres : Quito et Santiago en 2000, Mönchengladbach en 2003, Reggio d'Émilie en 2005 et Samarcande en 2008.
Il a joué en Coupe Davis avec la Géorgie entre 2003 et 2010, amenant son équipe jusqu'en quarts de finale du Groupe I Européen en 2007, soit la meilleure performance du pays à ce jour. En 2008, il gagne un match contre Lukáš Lacko sur le score de 4-6, 7-66, 3-6, 6-3, 19-17.

## Palmarès

### Titre en double messieurs
Aucun

### Finales en double messieurs
| No | Date       | Nom et lieu du tournoi                | Catégorie   | Dotation  | Surface      | Vainqueurs                          | Partenaire    | Score      |          |
| -- | ---------- | ------------------------------------- | ----------- | --------- | ------------ | ----------------------------------- | ------------- | ---------- | -------- |
| 1  | 23-07-2001 | Idea Prokom Open Sopot                | Int' Series | 375 000 $ | Terre (ext.) | Paul Hanley Nathan Healey           | Attila Savolt | 7-610, 6-2 |          |
| 2  | 22-10-2001 | St. Petersburg Open Saint-Pétersbourg | Int' Series | 775 000 $ | Dur (int.)   | Denis Golovanov Ievgueni Kafelnikov | Marat Safin   | 7-5, 6-4   | Parcours |
| 3  | 21-10-2002 | St. Petersburg Open Saint-Pétersbourg | Int' Series | 975 000 $ | Dur (int.)   | David Adams Jared Palmer            | Marat Safin   | 7-68, 6-3  | Parcours |

## Parcours dans les tournois duGrand Chelem

### En simple
| Année | Open d'Australie | Open d'Australie  | Internationaux de France | Internationaux de France | Wimbledon       | Wimbledon        | US Open         | US Open        |
| ----- | ---------------- | ----------------- | ------------------------ | ------------------------ | --------------- | ---------------- | --------------- | -------------- |
| 2002  | 1er tour (1/64)  | Byron Black       | 2e tour (1/32)           | Gastón Gaudio            | 2e tour (1/32)  | M. Kratochvil    | 1er tour (1/64) | Àlex Corretja  |
| 2003  | 1er tour (1/64)  | Christophe Rochus | 1er tour (1/64)          | Vincent Spadea           | 1er tour (1/64) | Justin Gimelstob | —               | —              |
| 2004  | 1er tour (1/64)  | J. I. Chela       | 2e tour (1/32)           | Fabrice Santoro          | 2e tour (1/32)  | Lleyton Hewitt   | 1er tour (1/64) | Jérôme Golmard |
| 2005  | 1er tour (1/64)  | Andy Roddick      | —                        | —                        | —               | —                | —               | —              |
| 2006  | —                | —                 | —                        | —                        | 1/8 de finale   | Rafael Nadal     | —               | —              |

N.B. : à droite du résultat se trouve le nom de l'ultime adversaire.

### En double
| Année | Open d'Australie             | Open d'Australie          | Internationaux de France  | Internationaux de France  | Wimbledon              | Wimbledon              | US Open                        | US Open                   |
| ----- | ---------------------------- | ------------------------- | ------------------------- | ------------------------- | ---------------------- | ---------------------- | ------------------------------ | ------------------------- |
| 2002  | 1er tour (1/32) V. Voltchkov | Martin Damm D. Prinosil   | —                         | —                         | —                      | —                      | —                              | —                         |
| 2004  | 1er tour (1/32) N. Davydenko | Hicham Arazi N. Mahut     | 1er tour (1/32) J. Melzer | Gastón Etlis M. Rodríguez | —                      | —                      | 1er tour (1/32) Á. López Morón | Igor Andreev David Ferrer |
| 2005  | 2e tour (1/16) R. Wassen     | A. Calatrava David Ferrer | —                         | —                         | —                      | —                      | —                              | —                         |
| 2006  | —                            | —                         | —                         | —                         | 1/8 de finale D. Vemić | Paul Hanley K. Ullyett | —                              | —                         |

N.B. : le nom du partenaire se trouve sous le résultat ; le nom des ultimes adversaires se trouve à droite.

## Parcours dans lesMasters 1000
| Année | Indian Wells         | Miami               | Monte-Carlo | Rome             | Hambourg          | Canada              | Cincinnati           | Madrid            | Paris |
| ----- | -------------------- | ------------------- | ----------- | ---------------- | ----------------- | ------------------- | -------------------- | ----------------- | ----- |
| 2002  | —                    | 1er tour M. Mirnyi  | —           | —                | —                 | —                   | —                    | —                 | —     |
| 2003  | —                    | —                   | —           | —                | —                 | —                   | —                    | —                 | —     |
| 2004  | 1/2 finale T. Henman | 1er tour X. Malisse | —           | 2e tour N. Massú | 2e tour J. Melzer | 1er tour J. Hernych | 1er tour J. Björkman | 1er tour A. Costa | —     |
| 2005  | 1er tour J. Björkman | 2e tour M. Safin    | —           | —                | —                 | —                   | —                    | —                 | —     |

N.B. : sous le résultat se trouve le nom de l’ultime adversaire.